# Rio Ituim
O rio Ituim é um rio localizado no estado do Rio Grande do Sul, no Brasil.

## Etimologia
"Ituim" procede do tupi antigo ytuĩ, que significa "cachoeirinha" (ytu, cachoeira e ĩ, diminutivo).